# Route départementale 191 (Essonne)
Pour les articles homonymes, voir Route départementale 191.
La route départementale 191 est une route départementale située dans le département français de l'Essonne et dont l'importance est restreinte à la circulation routière locale. Elle constitue le trajet essonnien de l'ancienne route nationale 191 déclassée en 2006.

## Itinéraire
L'ancienne route nationale 191 reliait auparavant Corbeil-Essonnes à Ablis dans les Yvelines, auparavant toutes deux en Seine-et-Oise. Déclassée, elle relie pour son parcours essonnien Corbeil-Essonnes à Authon-la-Plaine, commune limitrophe du département des Yvelines. 
- Corbeil-Essonnes, la RD 191 entame son parcours sur la rive gauche de la Seine au niveau du pont de l'Armée Patton, intersection commune avec les route départementale 446 et route départementale 448, elle prend l'appellation de Rue Saint-Spire puis Boulevard Henri Dunant jusqu'à son intersection avec l'ancienne route nationale 7 avec laquelle elle partage le tracé en prenant l'appellation de Boulevard John Fitzgerald Kennedy. Elle conserve sur cette portion son statut de route nationale.
- Le Coudray-Montceaux, elle se sépare de la route nationale 7 vers le sud-ouest et prend l'appellation d'Avenue des Roissys Hauts, un viaduc permet de franchir l'autoroute A6.
- Ormoy, elle conserve son appellation.
- Mennecy, elle prend l'appellation de Boulevard Charles de Gaulle puis rencontre la route départementale 153 qui partage une partie du tracé jusqu'à la Place de l'Europe.
- Fontenay-le-Vicomte, un carrefour giratoire marque l'entrée de la commune, elle prend l'appellation de Route Nationale et rencontre la route départementale 17.
- Ballancourt-sur-Essonne, une déviation empêche la traversée du centre-ville, elle conserve son appallation et rencontre à un carrefour giratoire la route départementale 74.
- Baulne, elle rencontre la route départementale 87, un viaduc permet de franchir la ligne D du RER d'Île-de-France, elle prend alors l'appellation de Route de Corbeil puis rencontre la route départementale 831
- Cerny, elle rencontre la route départementale 449 qui partage son tracé et devient Avenue d'Arpajon, elle se sépare et devient Avenue Carnot.
- Boissy-le-Cutté, elle prend l'appellation d'Avenue de la Libération puis Grande Rue dans le village.
- Villeneuve-sur-Auvers, elle prend l'appellation Rue des Hautes Bruyères et rencontre dans le hameau du Mesnil-Racoin la route départementale 248.
- Auvers-Saint-Georges, traversée de l'extrême sud du territoire.
- Morigny-Champigny, elle reprend l'appellation Route Nationale et rencontre la route départementale 148 puis la route départementale 837 et un carrefour giratoire matérialise l'intersection avec la route départementale 721.
- Étampes, elle prend l'appellation Route de La Ferté-Alais puis rencontre la route départementale 63 pour devenir Avenue de Coquerive, une partie souterraine permet le passage sous la route nationale 20, elle devient Allée de la Victoire puis Avenue du 8 mai 1945, un viaduc permet le passage de la ligne C du RER d'Île-de-France.
- Saint-Hilaire, un carrefour giratoire marque l'intersection avec les routes départementales 201, 836 et 821, elle prend l'appellation Route d'Ablis.
- Boutervilliers, elle rencontre à un carrefour giratoire la route départementale 82.
- Plessis-Saint-Benoist, elle rencontre à un carrefour giratoire la route départementale 113.
- Authon-la-Plaine, elle rencontre à un carrefour giratoire la route départementale 838 et redevient une route nationale.

## Pour approfondir